# Wild Child (песня Кенни Чесни)
«Wild Child» (с англ. — «Дикое дитя») — песня американского кантри-певца и автора-исполнителя Кенни Чесни и Грейс Поттер, вышедшая 2 февраля 2015 года в качестве третьего сингла с его 16-го студийного альбома The Big Revival (2014). Песня была написана в соавторстве Чесни, Шейном Маканелли и Джошем Осборном. Песня достигла позиции № 1 в американском хит-параде Billboard Country Airplay. Ранее Поттер уже сотрудничала с Чесни для его синглов «You and Tequila» и «El Cerrito Place».

## История
В «Wild Child» рассказчик влюбляется в сильную и независимую женщину, чей дух свободен, а натура — бунтарка.
В статье, начинающейся на обложке журнала Billboard Чесни провёл сравнение между «Wild Child» и песнями в стиле брокантри: «В последние несколько лет кажется, что если кто-то поёт о женщине, то она в обрезанных джинсах, пьяная и на заднем дворе — они объективируют их до чёртиков! […] Но я нахожусь на том этапе, когда хочу сказать о женщинах что-то другое». Он сказал Taste of Country, что не искал ещё один дуэт с Грейс Поттер, но когда он закончил писать песню, то понял, что это неизбежно. «Когда пишешь о женщинах, лучше всего начать с их духа, а нет женщины, у которой был бы более свободный дух, чем у Грейс Поттер».

## Отзывы
Оценив альбом на B+, Боб Паксман из Country Weekly написал: «Те, кто предпочитает тусовщика Кенни, могут найти этот альбом слишком мягким для своих вкусов. Но дайте шанс этому самоанализу, и вы найдёте несколько классных текстов… и прекрасное послание».

## Музыкальное видео
Режиссёром клипа выступил Шон Сильва, а его премьера состоялась на сайте USA Today 11 февраля 2015 года.

## Чарты
По состоянию на июнь 2015 года в США было продано 242 000 копий сингла

| Чарт (2015)                         | Высшая позиция |
| ----------------------------------- | -------------- |
| Канада (Billboard Canadian Hot 100) | 69             |
| Канада (Billboard Country)          | 3              |
| США (Billboard Hot 100)             | 56             |
| США (Billboard Country Airplay)     | 1              |
| США (Billboard Hot Country Songs)   | 9              |

| Чарт (2015)                      | Позиция |
| -------------------------------- | ------- |
| US Country Airplay (Billboard)   | 37      |
| US Hot Country Songs (Billboard) | 56      |